# Rhyacophila chulukpa
Rhyacophila chulukpa är en nattsländeart som beskrevs av Schmid 1970. Rhyacophila chulukpa ingår i släktet Rhyacophila och familjen rovnattsländor. Inga underarter finns listade i Catalogue of Life.